# Kabinett Gladstone I
Das Kabinett Gladstone I wurde im Vereinigten Königreich am 3. Dezember 1868 von Premierminister William Ewart Gladstone von der Liberal Party gebildet und löste das Kabinett Disraeli I ab. Das Kabinett Gladstone I blieb bis zum 20. Februar 1874 im Amt und wurde daraufhin vom Kabinett Disraeli II abgelöst.

## Kabinettsmitglieder
Dem Kabinett gehörten folgende Mitglieder an:
| Amt                                          | Amtsinhaber                                                                             | Beginn der Amtszeit               | Ende der Amtszeit                   |
| -------------------------------------------- | --------------------------------------------------------------------------------------- | --------------------------------- | ----------------------------------- |
| Premierminister Erster Lord des Schatzsamtes | William Ewart Gladstone                                                                 | 3. Dezember 1868                  | 20. Februar 1874                    |
| Lordkanzler                                  | William Wood, 1. Baron Hatherley Roundell Palmer, 1. Baron Selborne                     | 9. Dezember 1868 15. Oktober 1872 | 15. Oktober 1872 20. Februar 1874   |
| Präsident des Geheimen Kronrates             | George Robinson, 2. Earl of Ripon Henry Bruce, 1. Baron Aberdare                        | 9. Dezember 1868 9. August 1873   | 9. August 1873 20. Februar 1874     |
| Lordsiegelbewahrer                           | John Wodehouse, 1. Earl of Kimberley Charles Wood, 1. Viscount Halifax                  | 9. Dezember 1868 6. Juli 1870     | 6. Juli 1870 20. Februar 1874       |
| Innenminister                                | Henry Bruce Robert Lowe                                                                 | 9. Dezember 1868 9. August 1873   | 9. August 1873 20. Februar 1874     |
| Außenminister                                | George Villiers, 4. Earl of Clarendon Granville George Leveson-Gower, 2. Earl Granville | 9. Dezember 1868 6. Juli 1870     | 27. Juni 1870 20. Februar 1874      |
| Kolonialminister                             | Granville George Leveson-Gower, 2. Earl Granville John Wodehouse, 1. Earl of Kimberley  | 9. Dezember 1868 6. Juli 1870     | 6. Juli 1870 20. Februar 1874       |
| Kriegsminister                               | Edward Cardwell, 1. Viscount Cardwell                                                   | 9. Dezember 1868                  | 20. Februar 1874                    |
| Minister für Indien                          | George Campbell, 8. Duke of Argyll                                                      | 9. Dezember 1868                  | 20. Februar 1874                    |
| Erster Lord der Admiralität                  | Hugh Childers George Joachim Goschen                                                    | 9. Dezember 1868 24. März 1871    | 8. März 1871 20. Februar 1874       |
| Schatzkanzler                                | Robert Lowe William Ewart Gladstone                                                     | 9. Dezember 1868 11. August 1873  | 11. August 1873 20. Februar 1874    |
| Handelsminister                              | John Bright Chichester Parkinson-Fortescue                                              | 9. Dezember 1868 14. Januar 1871  | 14. Januar 1871 20. Februar 1874    |
| Minister für Armenfürsorge                   | George Joachim Goschen James Stansfeld                                                  | 9. Dezember 1868 24. März 1871    | 24. März 1871 14. August 1871       |
| Kommunalminister                             | James Stansfeld                                                                         | 19. August 1871                   | 20. Februar 1874                    |
| Postminister                                 | Spencer Cavendish, Marquess of Hartington                                               | 9. Dezember 1868                  | 12. Januar 1871                     |
| Chefsekretär für Irland                      | Chichester Parkinson-Fortescue Spencer Cavendish, Marquess of Hartington                | 16. Dezember 1868 12. Januar 1871 | 12. Januar 1871 20. Februar 1874    |
| Bildungsminister                             | William Edward Forster                                                                  | 6. Juli 1870                      | 20. Februar 1874                    |
| Kanzler des Herzogtums Lancaster             | Hugh Childers John Bright                                                               | 9. August 1872 30. September 1873 | 30. September 1873 20. Februar 1874 |